# Bilans cieplny
Bilans cieplny – w termodynamice zestawienie opisujące ilości energii cieplnych określonego układu termodynamicznego.
Bilans cieplny jest równoważny sformułowaniu I zasady termodynamiki dla szczególnego przypadku układu termodynamicznie izolowanego.  
Zasada bilansu cieplnego jest formułowana w postaci bilansu ciepła dla ciał układu izolowanego:
W układzie bez strat ciepła, ciepło pobrane przez jedno ciało jest równe ciepłu oddanemu przez inne ciało. 
Bilans cieplny uwzględnia:
- sumę ciepła dostarczanego do układu z otoczenia,
- sumę ciepła, którą układ wydziela na zewnątrz,
- efekt cieplny procesów zachodzących wewnątrz układu.

Uwzględnienie ciepła dostarczonego i wydzielonego oraz wytworzonego w układzie umożliwia zastosowanie zasady bilansu cieplnego do układu zamkniętego. 
W bilansie cieplnym nie rozpatruje się wykonywania pracy przez elementy układu. 
Każdy bilans ciepła można zapisać z "punktu widzenia" układu lub otoczenia.
Tradycyjnie, w konwencji termodynamicznej, bilans ciepła pisze się zawsze "z punktu widzenia" analizowanego układu. Stąd, w bilansie tym ciepło dostarczane dla układu jest zapisywane jako wartość dodatnia, a ciepło wydzielane jako wartość ujemna. Dla układów, w których przeważają procesy egzotermiczne (układ generuje energię termiczną) bilans ciepła przyjmuje zatem wartość ujemną, zaś w układach, w których przeważają procesy endotermiczne (układ pochłania ciepło), bilans ciepła przyjmuje wartość dodatnią.
W zastosowaniach "inżynierskich", często wygodniej jest przyjąć konwencję pisania bilansu "z punktu widzenia" otoczenia, co powoduje, że znaki dla ciepła dostarczanego i wydzielonego są odwrócone w stosunku do konwencji termodynamicznej.